# X4: Foundations
『X4: Foundations』（エックス4 ファウンデーションズ）は、Egosoft が開発したシミュレーションゲーム。2018年11月30日に発売された。
発売前から日本語対応がアナウンスされていたが、発売日時点では対応作業が終わっておらずUIのほぼ全てを中心とした、一部のみの日本語対応となっていた。その後、段階的に日本語への対応が進み、2019年2月26日にVer2.00へアップデートされた際、正式にテキスト部分の全てが日本語対応した。
当初は Windows 版のみだったが、Ver2.50から Linux が正式にサポートされた。

## 概要
宇宙空間を舞台とした、コンバットとシミュレーションを併せ持つ、サンドボックスタイプのゲーム。
前作 X Rebirth と異なり、前々作 X3: Terran Conflict を踏襲し、一部の勢力の艦船を除いたほぼ全てを操縦することが出来る。またこれまでのXシリーズ同様、宇宙ステーションや工場を建設したり、貿易などによって経済をシミュレーションするシステムとなっている。
これまでのXシリーズと異なる点として、自勢力を持ち、セクターの取り合いによって勢力を拡大できるようになった。

## ダウンロードコンテンツ

### X4: Split Vendetta
X4: Split Vendetta は、2020年3月31日から提供が始まった追加 DLC 第一弾。この DLC 単体ではプレイすることができず、また X4: Foundations を購入後、有料でこのコンテンツを購入する必要がある。このコンテンツではスプリット族の２つのクラン、スプリットの艦船や武器、ステーションモジュール、専用のストーリーミッションが追加される。

### X4: Cradle of Humanity
X4: Cradle of Humanity は、2021年3月17日より提供が開始された DLC 第二弾。プレイには X4: Foundations 本体が必要である。このコンテンツではテランの2つの勢力と1つの海賊勢力、それぞれの勢力の艦船や武器、ステーションモジュール、専用のストーリーミッションなどが追加される。

### X4: Tides of Avarice
X4: Tides of Avarice は、2022年3月15日に提供が開始された DLC 第三弾。プレイには X4: Foundations 本体が必要である。このコンテンツでは、海賊やサルベージャーの派閥、それぞれの艦船やストーリーミッションが追加される。またVer5.00も同時に配信開始された。

### X4: Kingdom End
X4: Kingdom Endは、2023年4月13日に提供が開始された DLC 第四弾。プレイには X4: Foundations 本体が必要である。このコンテンツでは、ボロンの勢力が追加される。またVer6.00も同時に配信開始された。

## オンラインベンチャー
Ver1.50のアップデート直後からVer4.00にアップデートされるまでの期間、オンラインベンチャー機能が提供されていた。この機能をオンにすることで、自分の所有する宇宙艦を他プレイヤーの宇宙へ派遣でき、他プレイヤーからも自分のプレイする宇宙へ宇宙艦が派遣されてくる。派遣した宇宙艦は自分では操作できず、また他プレイヤーから派遣されてきた宇宙艦に指示を出すこともできない。
なお、EGOSOFT への利用者登録がされていない場合はこの機能を利用することが出来ず、また MOD による改造を行ったセーブデータでもこのオンラインベンチャー機能は利用できない。
オンライン要素のリニューアルのため、ver4.00へのアップデートに合わせオンラインベンチャー機能は停止された。